# 1078 Mentha
1078 Mentha eller 1926 XB är en asteroid i huvudbältet, som upptäcktes 7 december 1926 av den tyske astronomen Karl Wilhelm Reinmuth i Heidelberg. Den har fått sitt namn efter det vetenskapliga namnet på Myntasläktet.
Asteroiden har en diameter på ungefär 12 kilometer.